# 生駒山麓公園
生駒山麓公園（いこまさんろくこうえん）は、生駒山北部に位置する都市公園。指定管理者制度に基づき、生駒山麓公園指定管理共同企業体が管理・運営している。公園の総面積は約303,000㎡、屋外でのアウトドア活動や宿泊施設などが揃う複合的な公園施設である。

## 施設
- 野外活動センター（BBQ/キャンプ場）
- フィールドアスレチック（30箇所）
- ふれあいセンター（宿泊研修施設）(和室/洋室）
  - 屋内温水プール（2015年3月末で閉鎖）
  - 浴場（サウナ/露天有）
  - テニスコート（5面）
- いこいの広場
- 多目的広場（直径100ｍグラウンド）
- 大型木製遊具（公園遊具）
- 自然ゾーン（万葉のみち/展望台）
- 動々池
- 山麓レストラン（青葉仁会運営）
- 駐車場
- このほか近鉄生駒鋼索線で2000年まで使われていたコ1形が保存されている。

## 歴史
- 1965年に閉鎖された生駒テック跡地に1991年（平成3年）開園。
- 2007年3月末（2006年度末）までは生駒市が所有し、生駒市ふれあい振興財団という事実上は生駒市と極めて近似した機関に維持管理をまかせていた。しかし、行政の無駄を指摘する声が少なからず上がったことと、施設の宣伝不足で利用者（とりわけ平日）が激減し今後の大幅な改善が望めないことから、運営者を変えることとした。
- 2009年4月より指定管理制度に基づき、大新東・NAC共同体が管理・運営していた。
- 2014年7月より指定管理制度に基づき、モンベル・あおはに共同体が管理・運営していた。
- 2024年7月より指定管理制度に基づき、生駒山麓公園指定管理共同企業体(ザイマックス関西・アドバンス株式会社）が管理・運営している。

## 交通アクセス
- 阪奈道路生駒登山口から信貴生駒スカイラインに入り、2kmほど南へ。
- 近鉄奈良線の東生駒駅及び生駒駅（南口）から山麓公園行きの奈良交通バスが運行されており、山麓公園から帰宅専用（駅行き）のバスも運行されている（1時間に1便運行、片道大人200円・小人および障がい者とその介助者100円）。